# Milhouse Van Houten
 (avril 2024).
Si vous disposez d'ouvrages ou d'articles de référence ou si vous connaissez des sites web de qualité traitant du thème abordé ici, merci de compléter l'article en donnant les références utiles à sa vérifiabilité et en les liant à la section « Notes et références ».
Milhouse Mussolini Van Houten est un personnage fictif de la série télévisée d'animation Les Simpson créée par Matt Groening. Il est doublé par Pamela Hayden dans la version originale, par Aurélia Bruno dans la version française et par Chantal Baril dans la version québécoise.

## Description
Milhouse est le meilleur ami de Bart Simpson et est désespérément amoureux de sa sœur Lisa Simpson. Ce garçon de 10 ans est d'origine néerlandaise (belge de région flamande dans la version française européenne)[réf. nécessaire]. Il a une grand-mère italienne américanophobe en Toscane et parle couramment italien (il a même donné des cours à Lisa dans l'épisode Un casse sans casse), et son vrai nom est d'après cette grand-mère Milhouse Mussolini Van Houten. Il est assez coincé et complètement étouffé par ses parents, porte des lunettes correctrices pour myopie et a les cheveux bleus. On apprend également qu'il mouille encore assez régulièrement son lit. Par ailleurs, il partage avec Bart de nombreux points communs comme leur adoration pour Krusty le clown, Radioactive man et les jeux vidéo. On sait aussi qu'il se confie à Willie, qui aime, ensuite, utiliser ce qu'il lui a confié pour se moquer de lui devant les enseignants de l'école primaire dans la salle des professeurs. Dans l'épisode 3 de la saison 9, on apprend, grâce au psychologue de l'école, que Milhouse a des tendances homosexuelles. Homer, le père de Bart, ne l'apprécie pas beaucoup et cela semble réciproque. Homer le nomme souvent « Milhouser », contraction de Milhouse et du mot « loser » (« perdant »), comme dans Tous les goûts sont permis. La famille Van Houten est également une des seules familles de la ville de Springfield, pour ne pas dire l’unique, ayant l’attrait à avoir des sourcils et/ou un ornement facial couvrant leur visage (lunettes pour leur myopie). Le garçon a aussi une énorme ressemblance visible avec son paternel alors qu’il a à de nombreuses occasions, utilisé cet atout pour faire diverses et multiples farces avec son meilleur ami, Bart Simpson. Allergique à bon nombre de choses, il va de même qu’il ait jusqu’à être allergique à ses propres larmes ou à lui même. Malgré tout, le jeune garçon reste bien que mitigé par sa situation familiale, très dévoué envers son meilleur ami aux mille et un coups duquel il assiste.

## Relations

### Relations générales
Dans la série, Milhouse est :
- le meilleur ami de Bart Simpson ;
- le fils de Kirk Van Houten et de Luann Van Houten ;
- le petit-fils de Nana Van Houten.
- Amoureux de Lisa

### Relation avec Bart
Bart et Milhouse sont inséparables, ce dont on se rend compte lorsque Milhouse déménage à Capital City, et n'hésitent pas à défier l'autorité ensemble. Sa naïveté le pousse souvent à suivre Bart dans les pires embrouilles, après lesquelles il finit souvent tabassé par Nelson Muntz.
Cependant il est souvent la « tête de turc » de Bart, qui le qualifie souvent de « bouche-trou ». Dans Mona de l'au-delà, il pense même à le remplacer par une peluche répétant ce qu'il dit.
L'amitié entre les deux garçons débute lors de leurs premiers temps à la maternelle selon l'épisode Le Sax de Lisa. Un peu plus tôt dans l'épisode le psychologue de l'école évoque accidentellement le dossier psychologique de Milhouse, montrant que ce dernier est vulnérable et partage la difficulté de Bart à s'intégrer dans le milieu scolaire. Alors que le petit Simpson, encore humilié par la maîtresse, déprime sur un banc dans la cour d'école, son camarade Van Houten vient le rejoindre et lui parle du lait de soja qu'il doit boire, dévoilant par la même occasion sa vulnérabilité physique. Il découvre alors les talents d'amuseur de Bart et devient son premier public, redonnant ainsi à son nouvel ami l'estime que l'école lui avait fait perdre.
Dans Un Homer à la mer, Bart est décontenancé de voir que Milhouse est momentanément le centre de l'attention en se présentant un matin avec une boucle d'oreille, accessoire qu'il trouvait d'ailleurs futile. Il cherche à rediriger l'attention vers lui en exécutant un rap maladroit, mais sans succès, avant d'aller lui-même se faire percer l'oreille.

### Relations amoureuses
« Personne n'aime Milhouse ! » : c'est ce que dit le professeur de musique à toute la classe dans l'épisode Le Gros Petit Ami de Lisa.
Milhouse est un personnage ambigu. Il a jeté désespérément son dévolu sur la jeune sœur de Bart, Lisa. Malgré tout, la nature de son orientation sexuelle est assez différente, car on fait courir sur lui le bruit qu'il serait homosexuel ; ainsi Milhouse voit Lisa davantage comme une grande sœur. Dans l'épisode Le Sax de Lisa, le psychologue scolaire dit qu'il présente des tendances homosexuelles très marquées. Dans un épisode, Bart tente de voler l'ornement du capot de voiture de Gros Tony avec Milhouse, et ce dernier laisse sous-entendre qu'il « l'aime bien » (plus que de l'amitié) mais il est interrompu par l'apparition de Gros Tony. Dans Diablesses chez Ned.com, il s'exclame « Deux filles à moitié nues ??! Qui pourrait être intéressé par ça ? ». Dans l'épisode Serial piégeurs, il dit en sautant dans un ravin en croyant avoir tué Bart : « Je ne peux pas vivre dans un monde sans Bart ! ». Dans l'épisode Ma plus belle histoire d'amour, c'est toi, il déclare qu'Homer « fait partie de ces types qui vous embrassent et qui vous larguent » avant de fondre en larmes ; cela lui serait-il déjà arrivé ? Pourtant, dans l'épisode Séparés par l'amour, Bart et lui se disputent au sujet de la petite amie de Milhouse. Il n'en reste pas moins que Milhouse a toujours été amoureux des femmes et est sorti avec plusieurs filles dans la série. Il a même déjà avoué trouver Marge Simpson sexy dans Un Homer à la mer. Les rumeurs sur son homosexualité n'ont jamais été vérifiées, et lorsqu'il devient adulte, il est toujours amoureux de Lisa. Ainsi, il pourrait potentiellement être bisexuel.
Il demandera également Lisa en mariage, mais celle-ci refusera en affirmant qu'elle ne se mariera jamais. En attendant, Lisa malmène Milhouse la plupart du temps : dans Quel gros Q.I. !, elle se déguise en fille gothique et lui donne une pierre à baiser « pendant au moins une heure », puis elle apparait en cow-girl, et elle terrorise Milhouse en coupant d'un coup de fouet le sandwich dans lequel il se préparait à mordre... Mais Milhouse connaitra cependant deux moments de triomphes avec Lisa : en premier lieu dans Un casse sans casse où il se révèle soudain être le coq de Little Italy, et il donne des leçons d'italien à Lisa qui veut partir visiter Rome ; subjuguée, elle embrasse la photo de Milhouse, avant de lui faire une terrible crise de jalousie quand elle le surprend avec une bimbo brune aux yeux vides. Ensuite dans Homer aux mains d'argent où à la fin de l'épisode Lisa lui avouera l'aimer après l'avoir embrassé et avoir été jalouse de son amour avec Taffy.

## Futur
Dans l'épisode Le Mariage de Lisa, on apprend que dans le futur Milhouse deviendra cadre dans la centrale nucléaire de Springfield et sera donc ainsi le chef d'Homer Simpson. Dans l'épisode Future Drama, on le voit culturiste qui vient d'être largué par Lisa et qu'il a une obsession pour ses mollets .  Et dans Les Simpson dans 30 ans, il est l'assistant de Lisa, devenue présidente des États-Unis. On le voit plus tard, marié avec Lisa dans Le Futur passé, ils ont une fille, Zia, mais il laisse prétendre qu'il n'y a aucune trace de sa génétique dans sa fille.

## Origine du nom
La rumeur veut que le personnage de Milhouse soit basé sur le fameux Paul Pfeiffer de la série télévisée Les Années coup de cœur (The Wonder Years), tout comme ses parents. Il doit son prénom au second prénom de Richard Nixon et, apparemment, le nom viendrait de Leslie Van Houten, disciple de Charles Manson. Il se pourrait aussi que son nom de famille vienne de l'avenue North Van Houten située à Portland dans l'Oregon, ville où a grandi Matt Groening. Il en est de même pour :
- Southwest Terwilliger Boulevard (Terwilliger est le nom de Sideshow Bob, Tahiti Bob dans la version française),
- Northwest Quimby Street,
- Northwest Flanders Street,
- Northwest Kearney Street,
- Montgomery Street et Burnside Street.